# Tlacotepec (Guerrero)
Tlacotepec (del náhuatl: tlahco, tepētl, c ‘partido, montaña o cerro, en (locativo)’‘en el cerro partido’) es una localidad mexicana del estado de Guerrero, ubicada en la porción central de dicha entidad. Es cabecera, y antiguo nombre, del actual municipio de General Heliodoro Castillo.

## Toponimia
Hasta el año de 1947 el municipio se denominó Tlacotepec, en relación con el antiguo poblado ya existente desde antes de la llegada de los españoles a tierras mexicanas. Existe un glifo en el Códice Mendocino que representa al pueblo de Santiago Tlacotepec (actualmente en el Estado de México), el cual simboliza la naturaleza agreste de los primeros pobladores del lugar, mostrando la figura del tepic o cerro, en cuya cima están colocadas tres varas que representan una jarilla, lo que sugiere la interpretación de “el cerro de las jarillas”. Por una ampliación del significado, tomando en cuenta que las jarillas suelen encontrarse en las faldas o a la mitad del cerro, Tlacotepec (antiguo nombre del municipio de General Heliodoro Castillo) asumió como propio el referido glifo, fusionando los siguientes sentidos: “en medio del cerro” y “entre cerros”, surgiendo el significado de: “entre cerros por la mitad”. Tomando en cuenta que, por su accidentada orografía, la cabecera y sus localidades se encuentran rodeadas de cerros, se ha vuelto un lugar común el sentido metafórico de “entre cerros partidos” para referirse a Tlacotepec.

## Localización
Tlacotepec se encuentra enclavado en la porción central del estado, en el corazón de la Sierra Madre del Sur, a una altitud de 1540 metros sobre el nivel del mar, en las coordenadas geográficas 17°47′18″N 99°58′46″O / 17.78833, -99.97944, y a 113 kilómetros de Chilpancingo de los Bravo sobre una carretera repartida en tramos federal y estatal. También se encuentra comunicada con la Carretera Federal 95, en su paso por el Cañón del Zopilote, a través del entronque de Filo de Caballos desde donde corre una vía federal de 53 km que atraviesa algunas localidades, entre ellas Xochipala.

### Distancias
Las distancias entre Tlacotepec y algunas localidades principales o puntos de referencia son las siguientes:
- Chichihualco — 87 km
- Chilpancingo de los Bravo (entronque a Carretera Federal 95 y Autopista del Sol) — 103 km
- Entronque a Carretera Federal 95 (Cañón del Zopilote) — 89 km

## Historia
Tlacotepec fue fundada por la tribu "tepehua", atraída, desde la época prehispánica, por los manantiales de agua que se encuentran en sus inmediaciones: "Cupengo", "Popotzonitziatl", "Xocutla", "Tlanípatl", etc. En la leyenda fundacional de este lugar se aprecia la importancia que para los antepasados fundadores tuvieron las ideas de supervivencia y lealtad al grupo social, aprecio por los elementos de la naturaleza y asombro ante la majestuosidad de la misma.
A dos años de haberse consumado la caída de México-Tenochtitlan, esta población fue explorada y conquistada por Juan Rodríguez de Villafuerte, quien más tarde la entregó a Francisco de Solís en encomienda. Las primeras noticias que se tienen de esta región nos la ofrece Gonzalo de Umbría, enviado de Hernán Cortés en 1522 a la zona de Zacatula, quien le informó: “hay no lejos de aquí unas enormes sierras en las que seguramente debe haber oro y plata”. En 1523 el capitán Juan Rodríguez Villafuerte, que regresaba de la provincia de Ahuatlán, incursionó en Tlacotepec y sometió a sus habitantes, siendo esta una de las últimas regiones conquistadas por los españoles en lo que hoy es el Estado de Guerrero. Años después esta extensa zona de pinares fue otorgada en encomienda a Francisco de Solís, quien la tuvo hasta su fallecimiento.
En 1533, Tlacotepec pasó a formar parte de la alcaldía mayor de Ajuchitlán, así también a la diócesis de ésta, por lo que su evangelización quedó a cargo de Alonso de la Serna y Gaspar de Garnica. En una relación geográfica de la diócesis de México en los años 1579 y 1582, registra la existencia de un camino de herradura que comunicaba a Chilapa con Coyuca (hoy Coyuca de Catalán), mismo que pasaba por Tlacotepec. Asimismo, deja testimonio de la existencia de un caudaloso río a cinco leguas de la población, en donde se abastecía de algodón y los habitantes nativos de las riveras lo sembraban.

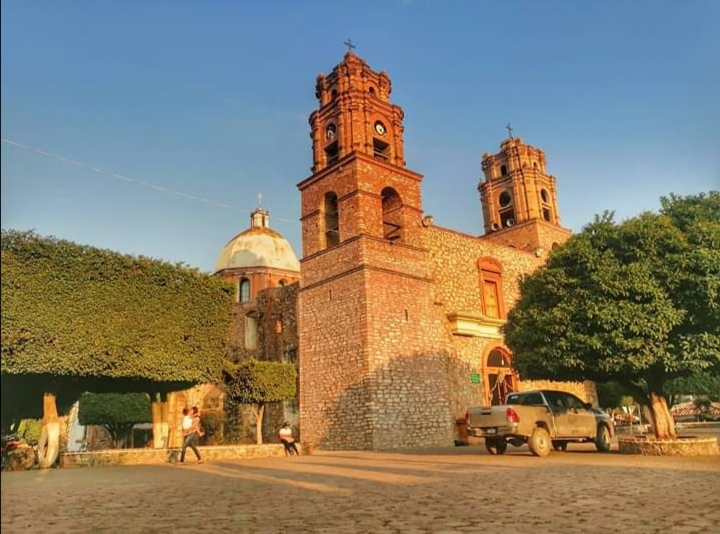
Iglesia Santiago Apóstol de Tlacotepec.

En 1811, durante la guerra de Independencia de México, esta localidad pasó a formar parte de la provincia de Técpan. En 1811 José María Morelos y Pavón constituyó la provincia de Tecpan, y Tlacotepec pasó a formar parte de esta provincia en su totalidad. El camino de herradura que conducía de Chilpancingo a Michoacán atravesaba por Tlacotepec, razón por la cual esta zona era de sobra conocida por el insurgente Morelos. El 21 de febrero de 1814 el Congreso de Anáhuac celebró sesión extraordinaria en Tlacotepec. Es posible que se hubieran celebrado en este lugar varias sesiones del mencionado Congreso, pero la del 21 de febrero de 1814 es la única de la que existe constancia por escrito. En el Archivo General de Indias se encuentra un documento militar redactado por el cura Morelos el 26 de marzo de 1814, que a la letra dice: «Ciudadanos: el Supremo Congreso, que guiado por sus buenos principios desea el bien de la patria, en sesión extraordinaria celebrada en Tlacotepec en día 21 de febrero del presente año, dispuso en consideración a que hay muchos puertos en el sur, y por lo gravoso que es a la Nación sostener la fortaleza de Acapulco […] que se abandonase dicho puerto».
En el Archivo General de la Nación existe constancia documental de que el Congreso de Anáhuac, encabezado por Morelos, permaneció en Tlacotepec alrededor de un mes (de finales de enero de 1814 a finales de febrero de ese mismo año). Los diputados integrantes del Congreso de Anáhuac salieron de Chilpancingo, rumbo a Tlacotepec, a mediados de enero de 1814, con el objetivo de dirigirse hacia Michoacán pasando por Tierra Caliente. Sin embargo, el cura Morelos no viajaba con el Congreso, pues se había adelantado desde el 8 de noviembre de 1813, de manera que cuando los congresistas llegaron a Tlacotepec, Morelos se encontraba en Michoacán, desde donde regresó por la ruta de Tierra Caliente para encontrarse con ellos en Tlacotepec.
Cuando en 1813 salió de Chilpancingo, el cura Morelos se dirigió a Iguala (deteniéndose algunos días en Mezcala), y después a Teloloapan. Como parte de su estrategia militar desvió su camino, por lo que, en lugar de continuar por el camino de Tierra Caliente, se desvió de Teloloapan hacia Tlacotepec, para hacer creer a sus espías que se dirigía de nuevo a Chilpancingo. Esta fue la primera estancia de Morelos en Tlacotepec. Estuvo aquí por algunos días, a finales de noviembre de 1813, informándose ampliamente sobre los caminos y costumbres de los pobladores de este lugar. Después de esto, retomó su camino hacia Michoacán, por lo que se dirigió nuevamente a Tierra Caliente, pasando por Huautla, Tetela del Río y San Miguel Totolapan. Para 1824, al establecerse formalmente la Primera República Federal, Tlacotepec pasó a integrarse al estado de México, dentro del partido de Ajuchitlán. Un nuevo cambio en la división política de la región se daría hasta 1836, durante la división territorial provisional centralista, en el que esta localidad quedó integrada en el distrito de Taxco. En 1849, año en que se erige el estado de Guerrero, Tlacotepec quedó integrado dentro del distrito de Mina.
Con la consumación del movimiento de Independencia, se instauró el primer imperio, y por decreto de Iturbide se creó la Capitanía General del Sur, por lo que Tlacotepec pasó a depender del Estado de México en lo general, y del Distrito de Ajuchitlán en lo particular. La división territorial centralista en 1836 hizo que Tlacotepec pasara a depender de Taxco.
Ya entrada la revolución mexicana, el zapatista Jesús H. Salgado, que más tarde se convertiría en gobernador del Estado, se posicionó en los alrededores de Tlacotepec el 16 de enero de 1912 logrando la entrega de la plaza por parte del alcalde Alberto Rodríguez el día 18 del mismo mes. Los rebeldes al mando de Salgado cometieron importantes saqueos monetarios a las arcas del ayuntamiento, sustrajeron armamento y cartuchos, así como ropa, sarapes y calzado de los habitantes, acumulando un botín de $16 000 pesos. Los salgadistas abandonaron la población el día 20 para después internarse en la sierra.
El 16 de noviembre de 1947, mediante el Decreto n.º 46 expedido por el gobierno de Baltazar R. Leyva Mancilla, se oficializa el cambio de nombre del municipio por el de General Heliodoro Castillo, personaje zapatista que durante la Revolución Mexicana llegó a ser el jefe del movimiento revolucionario en el Estado de Guerrero, alcanzando el grado de General de División del Ejército Zapatista, es decir, el segundo hombre más importante del zapatismo en el Estado, solo después del gobernador Jesús H. Salgado.
Cabe mencionar que un 13 de julio de 1936 nace el reconocido periodista escritor, poeta, investigador, y compositor mexicano Rogelio Gómez Mejía (1936-2013) quien en su libro "Los 100 mejores poemas de mi vida", deja escrito el poema ¡Tlacotepec!, haciendo referencia profunda a la tierra que siempre añoró y, declarado por él mismo, nunca olvidó.

## Clima

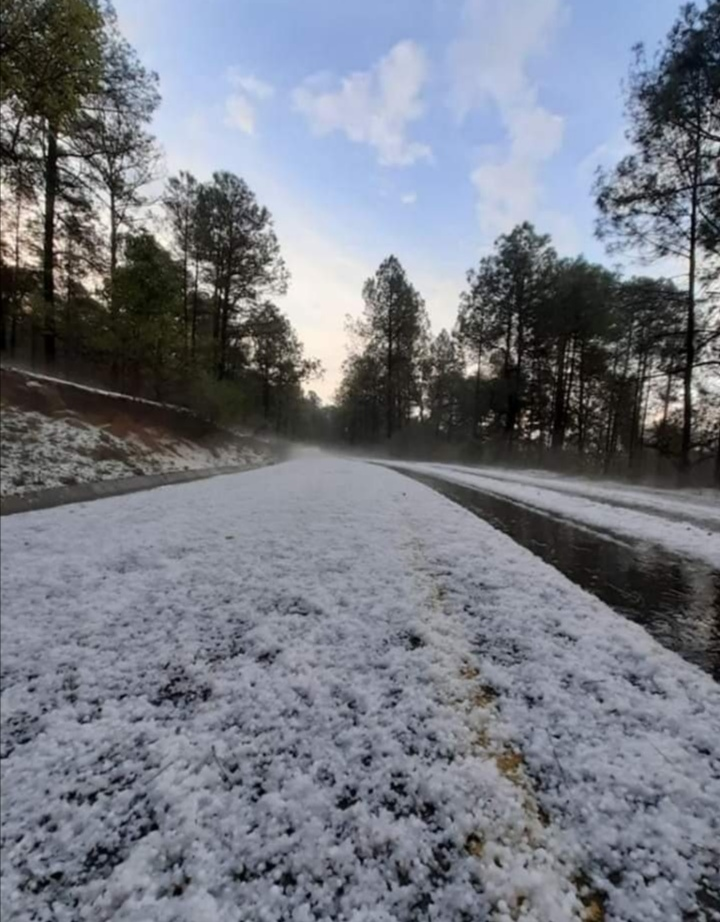
Granizada en la Carretera de la Sierra de Guerrero, rumbo a Tlacotepec

El clima en Tlacotepec es Templado Semicálido Subhúmedo. Con una media de 19.2 °C. Cuenta con un verano suave y lluvioso, y un invierno templado y seco. La primavera es cálida y el otoño es fresco. Las temperaturas máximas se dan en los días secos de la primavera que superan los 30 grados. Los meses más fríos son diciembre y enero, donde las temperaturas máximas alcanzan los 21° y 23 °C, mientras que las mínimas se encuentran entre los 8 y los 10 °C, llegando a veces a disminuir por debajo de los 5 °C.
| Parámetros climáticos promedio de Tlacotepec, Guerrero  | Parámetros climáticos promedio de Tlacotepec, Guerrero | Parámetros climáticos promedio de Tlacotepec, Guerrero | Parámetros climáticos promedio de Tlacotepec, Guerrero | Parámetros climáticos promedio de Tlacotepec, Guerrero | Parámetros climáticos promedio de Tlacotepec, Guerrero | Parámetros climáticos promedio de Tlacotepec, Guerrero | Parámetros climáticos promedio de Tlacotepec, Guerrero | Parámetros climáticos promedio de Tlacotepec, Guerrero | Parámetros climáticos promedio de Tlacotepec, Guerrero | Parámetros climáticos promedio de Tlacotepec, Guerrero | Parámetros climáticos promedio de Tlacotepec, Guerrero | Parámetros climáticos promedio de Tlacotepec, Guerrero | Parámetros climáticos promedio de Tlacotepec, Guerrero |
| Mes                                                     | Ene.                                                   | Feb.                                                   | Mar.                                                   | Abr.                                                   | May.                                                   | Jun.                                                   | Jul.                                                   | Ago.                                                   | Sep.                                                   | Oct.                                                   | Nov.                                                   | Dic.                                                   | Anual                                                  |
| ------------------------------------------------------- | ------------------------------------------------------ | ------------------------------------------------------ | ------------------------------------------------------ | ------------------------------------------------------ | ------------------------------------------------------ | ------------------------------------------------------ | ------------------------------------------------------ | ------------------------------------------------------ | ------------------------------------------------------ | ------------------------------------------------------ | ------------------------------------------------------ | ------------------------------------------------------ | ------------------------------------------------------ |
| Temp. máx. abs. (°C)                                    | 31.0                                                   | 33.0                                                   | 36.0                                                   | 39.0                                                   | 37.0                                                   | 38.0                                                   | 30.0                                                   | 33.4                                                   | 29.5                                                   | 32.0                                                   | 30.0                                                   | 30.0                                                   | 39.0                                                   |
| Temp. máx. media (°C)                                   | 23.7                                                   | 25.7                                                   | 29.0                                                   | 30.9                                                   | 31.1                                                   | 26.7                                                   | 24.6                                                   | 24.4                                                   | 23.7                                                   | 24.4                                                   | 23.6                                                   | 23.4                                                   | 25.9                                                   |
| Temp. media (°C)                                        | 17.0                                                   | 18.6                                                   | 21.1                                                   | 22.9                                                   | 23.6                                                   | 21.3                                                   | 19.9                                                   | 19.7                                                   | 19.3                                                   | 19.2                                                   | 17.9                                                   | 17.1                                                   | 19.8                                                   |
| Temp. mín. media (°C)                                   | 10.4                                                   | 11.5                                                   | 13.3                                                   | 15.0                                                   | 16.0                                                   | 15.9                                                   | 15.2                                                   | 15.1                                                   | 14.9                                                   | 14.2                                                   | 12.3                                                   | 10.0                                                   | 13.7                                                   |
| Temp. mín. abs. (°C)                                    | 0.9                                                    | 4.0                                                    | 7.0                                                    | 9.4                                                    | 1.1                                                    | 10.0                                                   | 1.3                                                    | 10.0                                                   | 9.0                                                    | 8.8                                                    | 3.0                                                    | 6.0                                                    | 0.9                                                    |
| Precipitación total (mm)                                | 13.8                                                   | 6.8                                                    | 2.8                                                    | 6.4                                                    | 35.6                                                   | 192.5                                                  | 212.1                                                  | 197.9                                                  | 203.4                                                  | 93.2                                                   | 15.4                                                   | 2.6                                                    | 982.5                                                  |
| Días de precipitaciones (≥ 1 mm)                        | 1.3                                                    | 0.7                                                    | 0.4                                                    | 0.9                                                    | 3.5                                                    | 13.6                                                   | 16.4                                                   | 16.8                                                   | 17.0                                                   | 8.4                                                    | 1.6                                                    | 0.5                                                    | 81.1                                                   |
| Fuente: SMN Conagua Actualizado el 6 de junio del 2020. |                                                        |                                                        |                                                        |                                                        |                                                        |                                                        |                                                        |                                                        |                                                        |                                                        |                                                        |                                                        |                                                        |

## Demografía

### Población
De acuerdo a los datos del Censo de Población y Vivienda 2020, realizado por el Instituto Nacional de Estadística y Geografía (INEGI), la localidad de Tlacotepec contaba hasta ese año con un total de 8442 habitantes, de ellos, 4472 eran hombres y 3970 eran mujeres.